# Isa (Sängerin)
Isa Sanna Mattiasdotter Tengblad (* 25. April 1998 in Stockholm) ist eine schwedische Sängerin und Songwriterin.

## Leben
Isa Tengblad wuchs im Stockholmer Bezirk Bromma zusammen mit ihren zwei Brüdern auf. Als Fünfjährige nahm sie an dem schwedischen TV-Programm Småstjärnorna des Senders TV4 teil. Dort sang sie das Lied Crazy in Love von Jill Johnson. Als Zehnjährige wirkte sie an dem TV-Projekt Talang 2008 mit. Zwei Jahre später war sie in der Auswahl der schwedischen Bewerber für den Junior Eurovision Song Contest 2010 in Minsk. Im Sommer 2012 brachte Isa ihre erste Single Bomb heraus. Im selben Jahr trat sie mit diesem Song beim schwedischen TV-Programm Sommarkrysset auf. Zwei Jahre später brachte Isa ihre zweite Single What are we heraus. Seit fünf Jahren betreibt Isa ebenfalls Streetdance. Hierbei gelang ihr 2010 der Sieg zur schwedischen Meisterschaft. Ebenfalls 2014 startete sie eine Musikausbildung in Los Angeles, parallel zu ihrer Gymnasialausbildung in Rhythmus i Nacka, einer Schule mit musikalischem Schwerpunkt.
Isa nahm am Melodifestivalen 2015 (schwedischer Vorentscheid für den Eurovision Song Contest 2015) mit dem Song Don’t Stop teil. Bei der dritten Vorentscheidungsrunde zog sie zusammen mit Jon Henrik Fjällgren in das Finale ein. Dort belegte sie den siebten Platz.
2016 nahm Isa erneut am Melodifestival teil, wo sie mit dem Lied I Will Wait in die Andra Chansen einzog.

## Diskografie
- 2012: Bomb
- 2014: What Are We
- 2015: Don’t Stop
- 2016: I Will Wait